# Tottonia contorta
Tottonia contorta är en nässeldjursart som först beskrevs av Lynn Margulis 1976.  Tottonia contorta ingår i släktet Tottonia och familjen Apolemiidae. Inga underarter finns listade i Catalogue of Life.